# Creolimax fragrantissima
Creolimax
Genre
Espèce
Synonymes
- Ichthyophonida sp. fragrantissima[1]

Creolimax fragrantissima, unique représentant du genre Creolimax, est une espèce de protistes unicellulaires essentielle dans la compréhension de l'origine des animaux. Elle a été extraite de l'appareil digestif de certains invertébrés marins, dont notamment certains siponcles du Pacifique du Nord-Est.

## Historique
L'espèce Creolimax fragrantissima a été décrite en 2008 par Wyth L. Marshall (d), Gail J. Celio (d), David Jordan McLaughlin (d) et Mary L. Berbee (d).

## Classification
Creolimax fragrantissima fait partie du clade Mesomycetozoa, un membre possible des Teretosporea, la lignée la plus ancienne des Holozoa.

## Reproduction
Creolimax fragrantissima est un des seuls Mesomycetozoa viables en culture. Il peut être cultivé en laboratoire en cycles de reproduction asexuée. Chaque cycle de reproduction compte deux phases : d'abord une phase de croissance, durant laquelle les cellules, immobiles, comportent deux noyaux, une membrane et une grosse vacuole centrale ; puis une phase où sont relâchés les amiboïdes mobiles, mononucléaires et qui ne se séparent pas,. La description de ces deux phases permet d'élucider le développement de types particuliers de cellules chez les organismes animaux unicellulaires.

## Génétique
On a prouvé que Creolimax fragrantissima utilise un système complexe de régulation génétique, dont entre autres de longues chaînes d'ARN non codant et des exons évitant l'épissage alternatif, qui sont généralement associés aux animaux multicellulaires.

## Publication originale
- (en) Wyth L. Marshall, Gail Celio, David J. McLaughlin et Mary L. Berbee, « Multiple isolations of a culturable, motile Ichthyosporean (Mesomycetozoa, Opisthokonta), Creolimax fragrantissima n. gen., n. sp., from marine invertebrate digestive tracts », Protist, Elsevier, vol. 159, no 3,‎ 9 juin 2008, p. 415-433 (ISSN 1434-4610 et 1618-0941, PMID 18539526, DOI 10.1016/J.PROTIS.2008.03.003).